# Parque Nacional de Liwonde
Liwonde National Park (Parque Nacional de Liwonde) é um parque nacional no Malawi. está situado na planície superior do rio Shire, ao leste do rio 140 km ao norte de Limbe. Seu portão sul fica a cerca de 6 km do centro da cidade de Liwonde, e é acessível por táxi, de bicicleta ou a pé. Existem várias pousadas acessíveis perto deste portão de entrada, a mais famosa é Liwonde Safari Camp e Bushmen's Baobab. A principal pousada dentro do parque é Mvuu Camp (que significa "hipopótamo" em Chichewa). Todas as pousadas oferecem acomodações e visualização de jogos em passeios a pé, passeios, e passeios de barco/canoa. O parque abriga várias espécies de antílope (impala, kudu, waterbuck, etc.), elefantes, búfalos, crocodilos, hipopótamos e muitos outros mamíferos. Também existem mais de 400 espécies de aves encontradas neste parque.

## Localização
Liwonde National Park fica na parte sul do Malawi perto da fronteira moçambicana. Ele está situado na margem esquerda do rio Shire entre o lago Malombe e Liwonde.